# Dieter Soltmann
Dieter Hans Soltmann (* 17. März 1935 in München; † 26. Juli 2022 ebenda) war ein deutscher Manager. Er galt als Oberhaupt der Münchner Brauerfamilie Sedlmayr.

## Leben
Dieter Soltmann war ein Sohn des Berufsoffiziers Albrecht Soltmann (1899–1974), der 1938/1939 deutscher Militärattaché in London und später Oberst der Wehrmacht sowie von 1943 bis 1952 Besitzer von Schloss Falkenberg bei Moosach war, und der Elisabeth „Lilly“ Soltmann, geborene Sedlmayr (1908–2003) aus der mächtigen Münchner Brauerfamilie Sedlmayr. Er war damit direkter Nachkomme (Ur-Urenkel) von Gabriel Sedlmayr und ein Neffe des Firmenpatriarchen der Spaten-Franziskaner-Bräu AG, Ernst Sedlmayr. Soltmann hatte drei Geschwister.
In seiner Kindheit zog die Familie öfter um, unter anderem zeitweise wegen der Militärattaché-Tätigkeit des Vaters nach London, später an den Bodensee. Ab 1943 wohnte die Mutter mit den vier Kindern auf Schloss Falkenberg, 1952 ging die Familie nach dem Verkauf des Schlosses zurück nach Hagnau an den Bodensee, wo der Vater ein Unternehmen zum Vertrieb technischer Erzeugnisse gegründet hatte.
In den 1960er Jahren absolvierte Soltmann ein Studium des Maschinenbaus und des Brauwesens an der Technischen Hochschule München in Weihenstephan, das er 1968 als Diplom-Ingenieur und Diplom-Braumeister beendete. Es folgte ein Aufenthalt in den USA, wo er für verschiedene Brauerei-Unternehmen tätig war, unter anderem für die Joseph Schlitz Brewing Company in Milwaukee. 1970 wurde er in Weihenstephan bei Ludwig Narziß zum Dr.-Ing. promoviert. Er heiratete Marei Kayser-Eichberg (1942–1985).
1970 begann Soltmann als Manager im Marketing des Familienunternehmens zu arbeiten. Als 1972 die Spaten-Franziskaner-Bräu AG zur Kommanditgesellschaft auf Aktien (KGaA) umfirmierte, um die Familienmehrheit an dem Unternehmen zu sichern, übernahm Soltmann gemeinsam mit Johannes Merk die Geschäftsführung der Sedlmayr Treuhand GmbH. Diese Gesellschaft, die die Vermögenseinlagen der Mitglieder der Familie Sedlmayr verwaltet, fungiert als Komplementär der KGaA und hält etwas über die Hälfte des Nennkapitals der Spaten-Franziskaner-Bräu. Merk war wie Soltmann direkter Nachkomme von Gabriel Sedlmayr und hatte wie Soltmann in Weihenstephan Maschinenbau und Brauwesen studiert.
1976 rückte er in die Unternehmensspitze auf und wurde persönlich haftender geschäftsführender Gesellschafter der KGaA, eine Position, die er 24 Jahre lang bis zum Jahr 2000 über alle Wechsel in der Unternehmensleitung beibehielt. Zunächst teilte er diese Funktion mit den früheren Vorstandsmitgliedern der AG, Alois Schönmetzler, Walter Zeller und Johannes Merk, später nurmehr mit seinem Schwager Jobst Kayser-Eichberg, dem Bruder seiner ersten Frau und Ehemann von Ernst Sedlmayrs Tochter Mariana, der 1994 als geschäftsführender Gesellschafter in das Unternehmen eintrat. Anschließend war Soltmann noch bis 2002 Vorsitzender des Aufsichtsrats der KGaA. In seine Zeit als geschäftsführender Gesellschafter fielen große Veränderungen im Unternehmen, insbesondere der Aufkauf einer Reihe von regionalen Brauereien bis hin zum Erwerb einer Mehrheitsbeteiligung an der Stuttgarter Brauerei Dinkelacker 1993 sowie der Zusammenschluss mit Löwenbräu zur Spaten-Löwenbräu-Gruppe 1997; auch in der Löwenbräu AG war Soltmann Aufsichtsratsvorsitzender. Während seiner Aufsichtsratsmandate wurde der Verkauf der Spaten-Löwenbräu-Gruppe an Interbrew vorbereitet, der 2003 stattfand.
Soltmann engagierte sich besonders für Marketing und Öffentlichkeitsarbeit. In seinem Nachruf hebt der Deutsche Brauer-Bund hervor, dass Soltmann bereits 1976 den Vorsitz des Bayerischen Bierwerbevereins übernahm und dessen Umbildung und Umbenennung zur Gesellschaft für Öffentlichkeitsarbeit der bayerischen Brauwirtschaft (GfÖ) vorantrieb. Damit war die Durchsetzung einer „Quasi-Zwangsmitgliedschaft“ aller Mitglieder des Bayerischen Brauerbunds in dieser Gesellschaft verbunden, sodass erheblich größere Summen für die PR für bayerisches Bier zur Verfügung standen. Er blieb bis 1997 Vorstand dieser Gesellschaft.
Von 2004 bis 2011 war Soltmann Mitglied des Aufsichtsrates der BDO Deutsche Warentreuhand.
Von 1987 bis 1990 war er Präsident des Deutschen Brauer-Bundes, von 1991 bis 1998 der IHK München und des Bayerischen Industrie- und Handelskammertages. Außerdem war er Vizepräsident beim Deutschen Industrie- und Handelstag.
Er war 2001 bis 2011 Mitglied des Hochschulrates der TU München.

## Ehrungen und Auszeichnungen
- Bayerischer Verdienstorden (1990)
- Ritter-von-Spix-Medaille (1993, für seine Unterstützung der Zoologischen Staatssammlung München).
- Medaille München leuchtet in Gold (1993)[17]
- Goldene Ehrenmünze der Stadt München (1998)
- Große Silberne Ehrenzeichen mit dem Stern für Verdienste um die Republik Österreich[18] (2001)
- Ehrenpräsident der Industrie- und Handelskammer für München und Oberbayern
- Ehrenpräsident des Bayerischen Industrie- und Handelskammertages
- Ehrenpräsident des Bayerischen Brauerbundes[19]
- Ehrensenator der Technischen Universität München[20]
- Großes Verdienstkreuz mit Stern und Schulterband (2006)
- Ehrendoktorwürde der TU München (Dr.-Ing. e. h.) (2019)[21]

## Schriften
- Beiträge zur rechtlichen, steuerlichen und technischen Problematik einer Harmonisierung der Gesetze über die Besteuerung und die Herstellung von Bier innerhalb der Europäischen Gemeinschaften. Dissertation, München 1970